# Parachernes cordimanus
Parachernes cordimanus es una especie de arácnido del orden Pseudoscorpionida de la familia Chernetidae.

## Distribución geográfica
Se encuentra en El Salvador.